# マリアの爪痕
「マリアの爪痕」（マリアのつめあと）は、日本のヴィジュアル系ロックバンド・Janne Da Arcの13作目のシングル。

## 概要
- 前作「Shining ray」から約3ヶ月ぶりのシングル。
- cutting edge内のレーベルだったmotorodがavex traxに移管されてから初の作品で、この移管に伴い、今作はコピーコントロールCD規格で発売された[注 1]。
- 初のノンタイアップシングルとなったが、オリコンチャートでは前作に引き続き初登場8位を獲得。2作連続のトップ10入りを果たした。

## 収録曲
1. マリアの爪痕
作詞・作曲：yasu
編曲：Janne Da Arc、岡野ハジメ

1. QUEEN
作詞・作曲：kiyo
編曲：Janne Da Arc、岡野ハジメ

## 参加ミュージシャン
Janne Da Arc
- yasu：Vocal
- you：Guitar
- ka-yu：Bass
- kiyo：Keyboards
- shuji：Drums

Additional Musician
- 岡野ハジメ：Tambourine & Additional Keyboards

## 収録アルバム
- ANOTHER STORY (#1)
- ANOTHER SINGLES (#2)
- SINGLES (#1)
- Janne Da Arc MAJOR DEBUT 10th ANNIVERSARY COMPLETE BOX (#1)